# Liste der Bodendenkmäler in Saaldorf-Surheim

Wappen von Saaldorf-Surheim

Auf dieser Seite sind die Bodendenkmäler in der oberbayerischen Gemeinde Saaldorf-Surheim zusammengestellt. Diese Tabelle ist eine Teilliste der Liste der Bodendenkmäler in Bayern. Grundlage ist die Bayerische Denkmalliste, die auf Basis des Bayerischen Denkmalschutzgesetzes vom 1. Oktober 1973 erstmals erstellt wurde und seither durch das Bayerische Landesamt für Denkmalpflege geführt wird. Die folgenden Angaben ersetzen nicht die rechtsverbindliche Auskunft der Denkmalschutzbehörde.

## Bodendenkmäler der Gemeinde Saaldorf-Surheim

### Bodendenkmäler in der Gemarkung Saaldorf
| Lage                                                            | Objekt | Akten-Nr.     | Bild |
| --------------------------------------------------------------- | --- | ------------- | ---- |
| Saaldorf Insel im Abtsdorfer See (Standort)                     | Burgstall des späten Mittelalters (Burg Kuchl bzw. castrum Aptsee). Siehe auch: Burgstall, Mittelalter                                                                             | D-1-8043-0027 |      |
| Saaldorf Bei St. Jakob in Abtsdorf (Standort)                   | Untertägige spätmittelalterliche und frühneuzeitliche Befunde im Bereich der Katholischen Filialkirche St. Jakobus major in Abtsdorf.                                              | D-1-8043-0154 |      |
| Saaldorf Kemating, bei Haus Nr. 12a (Standort)                  | Körpergräber vor- und frühgeschichtlicher Zeitstellung. | D-1-8143-0064 |      |
| Saaldorf Südöstlich Leustetten (Standort)                       | Körper- oder Brandgräber der späten Bronzezeit. Siehe auch: Bronzezeit | D-1-8143-0078 |      |
| Saaldorf Leustetten, bei Haus Nr. 15 (Standort)                 | Villa rustica der römischen Kaiserzeit sowie Bestattungsplatz mit Kreisgräben vorgeschichtlicher Zeitstellung. Siehe auch: Villa rustica, Römische Kaiserzeit                      | D-1-8143-0095 |      |
| Saaldorf Moosen, bei Haus Nr. 5 (Standort)                      | Körpergräber vor- und frühgeschichtlicher Zeitstellung. | D-1-8143-0096 |      |
| Saaldorf Steinbrünning im Bereich St. Johann Baptist (Standort) | Wasserburgstall des hohen Mittelalters und untertägige mittelalterliche und frühneuzeitliche Befunde im Bereich der katholischen Filialkirche St. Johann Baptist in Steinbrünning. | D-1-8143-0104 |      |
| Saaldorf Bei der Pfarrkirche St. Martin in Saaldorf (Standort)  | Untertägige mittelalterliche und frühneuzeitliche Befunde im Bereich der Katholischen Pfarrkirche St. Martin in Saaldorf und ihrer Vorgängerbauten.                                | D-1-8143-0229 |      |
| Saaldorf St. Georg in Sillersdorf (Standort)                    | Untertägige spätmittelalterliche und frühneuzeitliche Befunde im Bereich der Katholischen Filialkirche St. Georg in Sillersdorf.                                                   | D-1-8143-0233 |      |
| Saaldorf Bei St. Vitus in Moosen (Standort)                     | Untertägige spätmittelalterliche und frühneuzeitliche Befunde im Bereich der Katholischen Filialkirche St. Vitus in Moosen.                                                        | D-1-8143-0238 |      |

### Bodendenkmäler in der Gemarkung Surheim
| Lage                                                          | Objekt | Akten-Nr.     | Bild |
| ------------------------------------------------------------- | --- | ------------- | ---- |
| Surheim Bei der Pfarrkirche St. Stephan in Surheim (Standort) | Untertägige mittelalterliche und frühneuzeitliche Befunde im Bereich der Katholischen Pfarrkirche St. Stephan in Surheim und ihrer Vorgängerbauten.          | D-1-8143-0231 |      |
| Surheim St. Nikolaus in Haberland (Standort)                  | Untertägige spätmittelalterliche und frühneuzeitliche Befunde im Bereich der Katholischen Filialkirche St. Nikolaus in Haberland mit aufgelassenem Friedhof. | D-1-8143-0236 |      |